# Ctenotus serotinus
Ctenotus serotinus (гравійний гребневухий сцинк) — вид сцинкоподібних ящірок родини сцинкових (Scincidae). Ендемік Австралії.

## Поширення і екологія
Гравійні гребневухі сцинки відомі з типової місцевості, розташованої на південному заході Квінсленда, в околицях Діамантіна-Лейкс. Вони живуть у перехідній зоні між піщаними дюнами і кам'янистими пустелями.

## Збереження
МСОП класифікує цей вид як такий, що перебуває на межі зникнення. Ctenotus serotinus загрожує знищення природного середовища.